# Com Você... Meu Mundo Ficaria Completo
Com Você Meu Mundo Ficaria Completo é o quinto álbum de estúdio da cantora brasileira Cássia Eller, lançado em julho de 1999. O álbum foi indicado ao Grammy Latino de Melhor Álbum de Rock em Língua Portuguesa. Foi o último álbum de estúdio de Cássia a ser lançado antes de sua morte, em 2001.

## Histórico
A ideia de gravar um disco mais "calmo" surgiu após Cássia ouvir de seu filho Chicão, que não cantava, e sim berrava (graças ao estilo roqueiro de interpretação que Cássia possuía até então). A princípio, o repertório do disco consistiria apenas em músicas do produtor Nando Reis, mas o próprio sugeriu que ela aproveitasse composições próprias, uma vez que seu disco anterior (Veneno AntiMonotonia) já era uma coletânea de músicas escritas por outra pessoa (no caso, Cazuza).
Foi durante os ensaios para este disco e para o disco solo de Nando Para Quando o Arco-Íris Encontrar o Pote de Ouro que surgiram canções como "O Segundo Sol" e "All Star". Segundo Nando, contudo, o primeiro dia de ensaio para este disco foi "um desastre" e Cássia deixou o estúdio "enfurecida". O produtor chegou a se oferecer para sair do projeto, mas no dia seguinte Cássia o manteve e os trabalhos continuaram.
Para a faixa "O Segundo Sol", eles chegaram a cogitar convidar a banda de apoio de Neil Young, Crazy Horse, para gravá-la. Nando afirma ter conhecido várias teorias sobre o que seria o "segundo sol". Segundo ele, a faixa se originou de uma conversa em que uma amiga lhe disse de forma segura que, segundo a crença dela, um dia um segundo sol haveria de surgir, ao que ele respondeu jocosamente perguntando como a NASA não sabia daquilo. Mais tarde, arrependido, ele escreveu a faixa pensando na importância de tolerar crenças diferentes.
Composições como "Gatas Extraordinárias", de Caetano Veloso, e "Palavras ao Vento", de Marisa Monte e Moraes Moreira, foram feitas por eles especialmente para Cássia.
A mãe de Cássia, Nanci Ribeiro, canta junto com a filha na faixa "Pedra Gigante". "Ela era cantora antes de casar com meu pai. Foi quem me ensinou tudo, cantava Dolores Duran, Maysa. Fiquei emocionada, e ela, super nervosa. Não sabia nem pôr o fone, mas gravou de primeira.", disse Cássia sobre a mãe.
Nando Reis revelou que a terceira estrofe da faixa "O Meu Mundo Ficaria Completo (com Você)" é sobre Cássia Eller.

### Capa
A capa do disco mostra uma foto de Cássia sem calça, com uma peruca e usando a camiseta do maquiador Duda Molinos, que havia sido contratado para a sessão fotográfica. Na época, Cássia já estava careca e usava um visual considerado "agressivo", então o designer Gringo Cardia ficou incumbido de arranjar alguma solução. Como ela ainda apareceu no dia com roupas que ele considerou "horríveis", decidiu fazer as intervenções.
| Críticas profissionais                                                      | Críticas profissionais |
| Avaliações da crítica                                                       | Avaliações da crítica  |
| Fonte                                                                       | Avaliação              |
| --------------------------------------------------------------------------- | ---------------------- |
| allmusic                                                                    | [ 10 ]                 |
| Esta tabela precisa de ser acompanhada por texto em prosa. Consulte o guia. |                        |

## Faixas
| N.º            | Título                                  | Compositor(es)                             | Duração |  |
| 1.             | "O Segundo Sol"                         | Nando Reis                                 | 4:11    |  |
| 2.             | "Mapa do Meu Nada"                      | Carlinhos Brown                            | 4:37    |  |
| 3.             | "Gatas Extraordinárias"                 | Caetano Veloso                             | 3:32    |  |
| 4.             | "Um Branco, Um Xis, Um Zero"            | Marisa Monte, Arnaldo Antunes, Pepeu Gomes | 3:33    |  |
| 5.             | "Meu Mundo Ficaria Completo (Com Você)" | Nando Reis                                 | 4:09    |  |
| 6.             | "Palavras ao Vento"                     | Marisa Monte, Moraes Moreira               | 3:32    |  |
| 7.             | "Aprendiz de Feiticeiro"                | Itamar Assumpção                           | 3:01    |  |
| 8.             | "Pedra Gigante"                         | Gilberto Gil, Bené Fonteles                | 3:19    |  |
| 9.             | "Infernal"                              | Nando Reis                                 | 3:16    |  |
| 10.            | "Maluca"                                | Luiz Capucho                               | 2:55    |  |
| 11.            | "As Coisas Tão Mais Lindas"             | Nando Reis                                 | 3:37    |  |
| 12.            | "Esse Filme Eu Já Vi"                   | Luiz Melodia, Renato Piau                  | 3:59    |  |
| Duração total: | Duração total:                          | Duração total:                             | 43:51   |  |

## Certificações
| País          | Certificação | Vendas  |
| ------------- | ------------ | ------- |
| Brasil (ABPD) | —            | 300 000 |

## Prêmios e indicações
| Ano  | Premiação     | Categoria                                 | Resultado |
| ---- | ------------- | ----------------------------------------- | --------- |
| 2000 | Grammy Latino | Melhor Álbum de Rock em Língua Portuguesa | Indicado  |

## Créditos
- Cássia Eller – vocal, cajón e violão
- Luiz Brasil – violão, gongo, percussão, surdo, guitarra, triângulo, reco-reco, violão 12 cordas, arranjo de clarinetes, timbales e arranjo de cordas
- Fernando Nunes – baixo
- Lan Lan – caxixi, vibrafone, percussão, timables, cowbell, ganzá, agogô, enxada, bloco sonoro, pandeiro, pandeireta, cajón e xequerê
- Alceu Reis – violoncelo
- Jaques Morelenbaum – violoncelo
- Marcio Malard – violoncelo
- Yura Ranevski – violoncelo
- João Viana – bateria
- Renato Massa – bateria
- Maurício Barros – órgão e piano
- Frederick Stephany – viola
- Jairo Diniz – viola
- Jesuína Passaroto – viola
- Marie Bessler – viola
- Alfredo Vidal – violino
- Antonela Pareschi – violino
- Bernardo Bessler – violino
- Carmelita Reis – violino
- Eduardo Moreno – violino
- José Alves – violino
- João Daltro – violino
- Paschoal Perrotta – violino
- Paula Barbato – violino
- Walter Hack – violino
- Michel Bessler – violino
- Giancarlo Pareschi – violino
- Jussara Silveira – voz em "Mapa do Meu Nada"
- Walter Villaça – guitarra
- Luiz Brasil – guitarra e violão
- Thamyma Brasil – palmas, boréu, timbales, pandeireta e pandeiro
- Andreia Ernest Dias – flauta
- Davi Gang – flauta
- Verônica Álde – flauta
- Zé Canuto – flauta
- Mingo Araújo – congas e zabumba
- Paulo Calasans – piano, clavinet e órgão
- Cesinha – chimbau e bateria
- Chiquinho Chagas – acordeão
- Nanci Ribeiro – voz em "Pedra Gigante"
- Rodrigo Garcia – violão
- Ismael De Oliveira – flauta pipe
- Philip Doyle – flauta pipe
- Marcelo Martins – saxofone tenor
- Vittor Santos – trombone
- Sérgio de Jesus – trombone
- Flavio de Melo – trompete
- Jessé Sadoc – trompete
- Eduardo Morelenbaum – clarinete
- Lúcia Morelenbaum: clarinete
- Frederick Stephany – viola
- Jairo Diniz – viola
- Jesuína Passaroto – viola
- Marie Bessler – viola
- Zé Canuto – saxofone alto
- Nelson De Oliveira – flugelhorn
- Eliezer Rodrigues – tuba